# Wacker Neuson

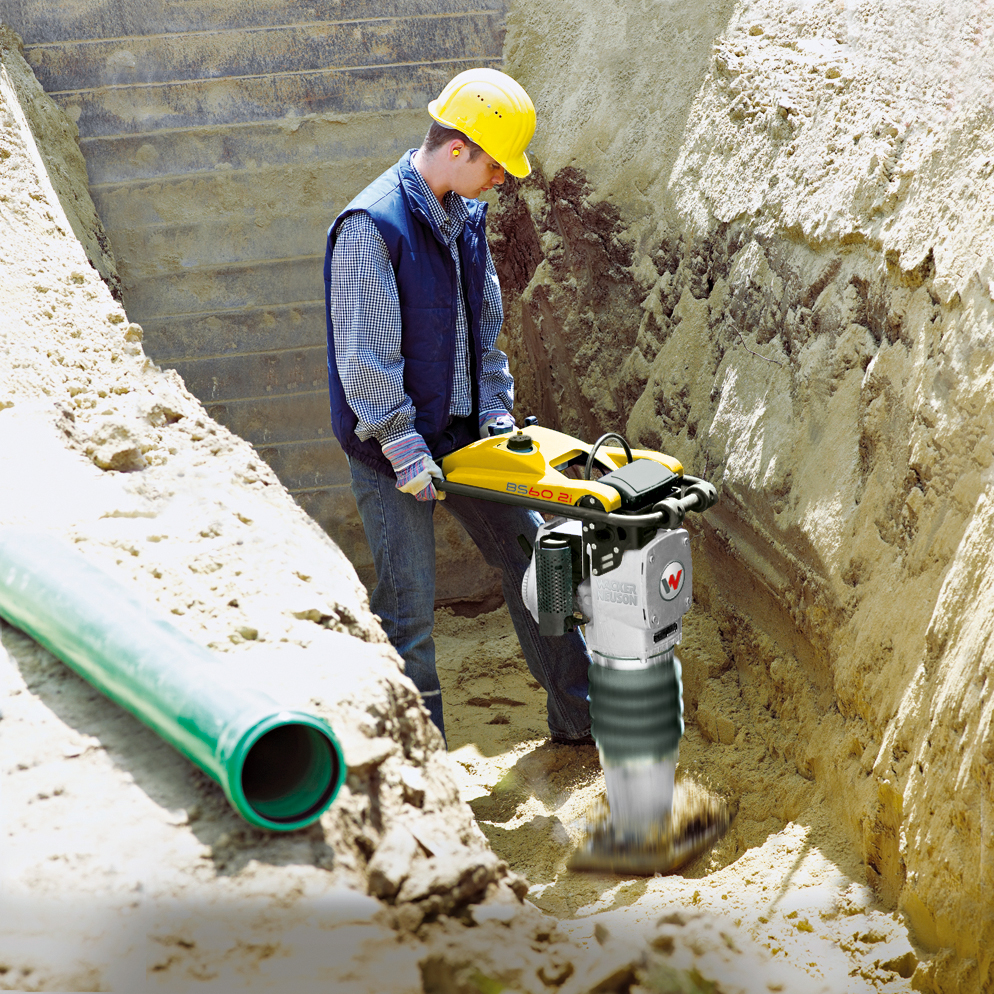

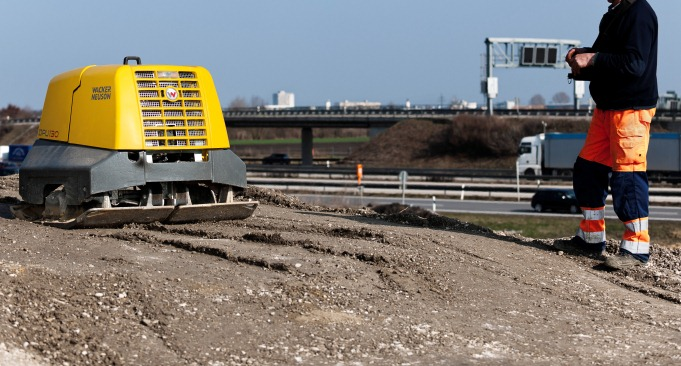

Wacker Neuson SE es una empresa con actividad a nivel internacional dedicada al desarrollo, fabricación y distribución de equipos para la construcción (Light Equipment) y máquinas compactas para la construcción (Compact Equipment) que también presta  servicios relacionados con los mismos. Esta empresa familiar creada en 1848 cuenta en la actualidad con más de 50  filiales, más de 140 puntos de distribución y de mantenimiento y más de 12.000 socios distribuidores y de mantenimiento por todo el mundo. El grupo emplea a más de 5.000 trabajadores. Su sede principal se encuentra en Múnich. Wacker Neuson SE cotiza en Bolsa desde 2007 y está dentro del SDAX.

## Historia

### Desde la creación hasta 1945
La empresa fue creada en 1848 por Johann Christian Wacker en Dresde con el nombre de Wacker en forma de taller de forja y en 1875 comenzó con la producción industrial. En 1930 los ingenieros desarrollaron la tecnología de alta frecuencia para vibradores internos. A la par se creó y se fabricó el primer apisonador eléctrico, que supuso una novedad para la compactación del hormigón y del suelo. Antes de la Segunda Guerra Mundial la empresa ya había consolidado su programa de producción y comenzó a establecer una estructura de distribución y comercio tanto nacional como internacional. Esta estructura se interrumpió con la pérdida total del lugar de producción de Dresde poco antes de la finalización de la Segunda Guerra Mundial.  

### Periodo posterior a la guerra hasta  2007
En 1945 se reanudó la actividad empresarial en Kulmbach y en 1951 se trasladó la sede de la empresa a Múnich. La primera empresa extranjera se creó en 1957 en Hartfort (Wisconsin, EE. UU.) y después fue trasladada en 1986 a Milwaukee donde en la actualidad  se ha establecido un lugar de producción y un centro logístico. Posteriormente la empresa ha ampliado su presencia internacional  y en la actualidad cuenta con más de 40 filiales, más de 140 puntos de distribución y de mantenimiento y más de 12.000 socios distribuidores y de mantenimiento por todo el mundo.  
La reestructuración del grupo empresarial de una GmbH (Sociedad limitada) en Wacker Construction Equipment AG tuvo lugar en 2002. Hasta 2005 Wacker desarrolló, fabricó y distribuyó únicamente equipos para la construcción pequeños (Light Equipment) de hasta aproximadamente tres toneladas pertenecientes a las áreas empresariales de la tecnología del hormigón, la compactación del suelo y del asfalto, la demolición y la tecnología de suministros. Con la adquisición de Weidemann GmbH en el año 2005 se produjo la entrada en el sector de las máquinas compactas para la construcción y en el sector agrario. En 2006 se adquirieron Drillfix AG (Suiza) y Ground Heaters, Inc. (EE. UU.). 

### Desde 2007 hasta la actualidad
El 15 de mayo de 2007 la empresa salió a Bolsa y cotiza en el Prime Standard de la Bolsa de Valores de Fráncfort. En otoño de 2007 se produjo la incorporación al SDAX.
El 31 de octubre de 2007 se completó la fusión con Neuson Kramer Baumaschinen AG (Linz, Austria), un fabricante de máquinas compactas para la construcción, entre las que se encuentran excavadoras compactas,  cargadoras sobre ruedas, dumper y cargadoras compactas. Neuson Kramer Baumaschinen AG incluso derivó de una fusión entre Neuson Baumaschinen GmbH y la empresa con larga trayectoria Kramer-Werke GmbH. Neuson fue creada en 1981 con el nombre de Neuson Hydraulik GmbH y con sede en Linz y desarrolló en un primer momento miniexcavadoras hidráulicas. En 1990 se produjo la constitución de Neuson Baumaschinen GmbH. En 1998 se adquirió Lifton Ltd. (GB) y en 2004 se incorporó la cargadora compacta a la gama de productos. En 2001 tuvo lugar la fusión de Neuson y Kramer.
En febrero de 2009 se produjo el cambio de nombre social y la transformación de Wacker Construction Equipment AG en Wacker Neuson SE en su forma actual.

## Visión general del grupo

### Estructura actual del grupo
Wacker Neuson SE tiene organizada su actividad por regiones (Europa, América y Asia Pacífico).  El grupo se divide en las áreas empresariales de equipos para la construcción (Light Equipment) de un peso aproximado de 3 toneladas, máquinas compactas para la construcción (Compact Equipment) de hasta aproximadamente 14 toneladas y servicios (repuestos, mantenimiento, reparación). El área de Compact Equipment suministra excavadoras, cargadoras sobre ruedas,  cargadoras telescópicas, cargadoras compactas y dumper. Estas máquinas se utilizan entre otras aplicaciones en la construcción vial, obras de construcción, sistemas de canalización, en la agricultura, en la urbanización de parques y jardines, en los municipios, así como en los negocios de reciclado e industrial. El grupo integra las tres marcas Wacker Neuson, Weidemann y Kramer Allrad, así como las sociedades filiales y las fábricas de producción. 

#### Marca Wacker Neuson
Con la marca Wacker Neuson el grupo distribuye por todo el mundo equipos para la construcción manuales del tipo de apisonadores, planchas vibratorias, martillos, herramientas de corte, vibradores internos y externos, así como técnicas de construcción. También máquinas compactas para la construcción, como excavadoras compactas, cargadoras sobre ruedas, dumper y cargadoras compactas.

#### Marca Kramer
Con la marca Kramer se comercializan cargadoras sobre ruedas con propulsión en todas las ruedas, telecargadoras y telecargadoras sobre ruedas. → Artículo principal de Kramer (empresa) 

#### Marca Weidemann
La marca Weidemann fabrica en primer lugar máquinas del tipo de grúas agrícolas, cargadoras sobre ruedas articuladas y cargadoras  telescópicas para la agricultura. → Artículo principal de Weidemann (empresa) 

### Dirección de la empresa
Desde julio de 2017 Martin Lehner es el director de la empresa. El presidente del Consejo de Administración es el creador de Neuson, Hans Neunteufel.

### Estructura accionarial
Situación de 2017
- 33,0 % familia Wacker
- 30,0 % familia Neunteufel
- 37,0 % capital flotante

## Instalaciones

### Central del grupo
- Wacker Neuson SE Múnich, Alemania

### Centro de formación de Europa
- Wacker Neuson Akademie Reichertshofen, Alemania

### Producción de Europa
- Wacker Neuson SE Reichertshofen, Alemania
- Wacker Neuson Linz GmbH Hörsching, Austria
- Wacker Neuson Kragujevac d.o.o. Kragujevac, Serbia

### Producción de América
- Wacker Neuson Corporation Menomonee Falls, USA

### Producción de Asia
- Wacker Neuson Manila Inc. Dasmariñas, Cavite, Filipinas
- Wacker Neuson Machinery (China) Co., Ltd. Pinghu City, Zhejiang Province, China

## Productos

Selección de Wacker Neuson equipo compacto
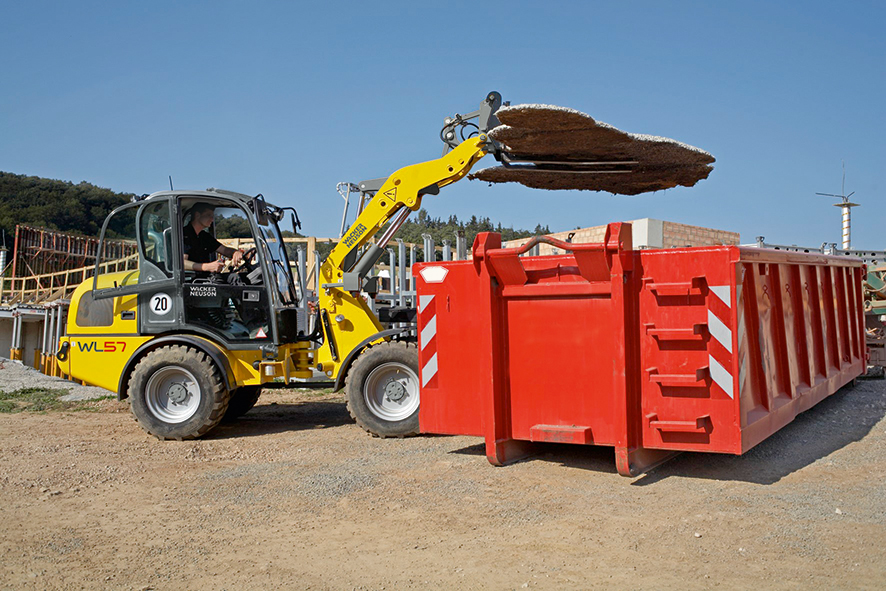
Pala cargadora WL57
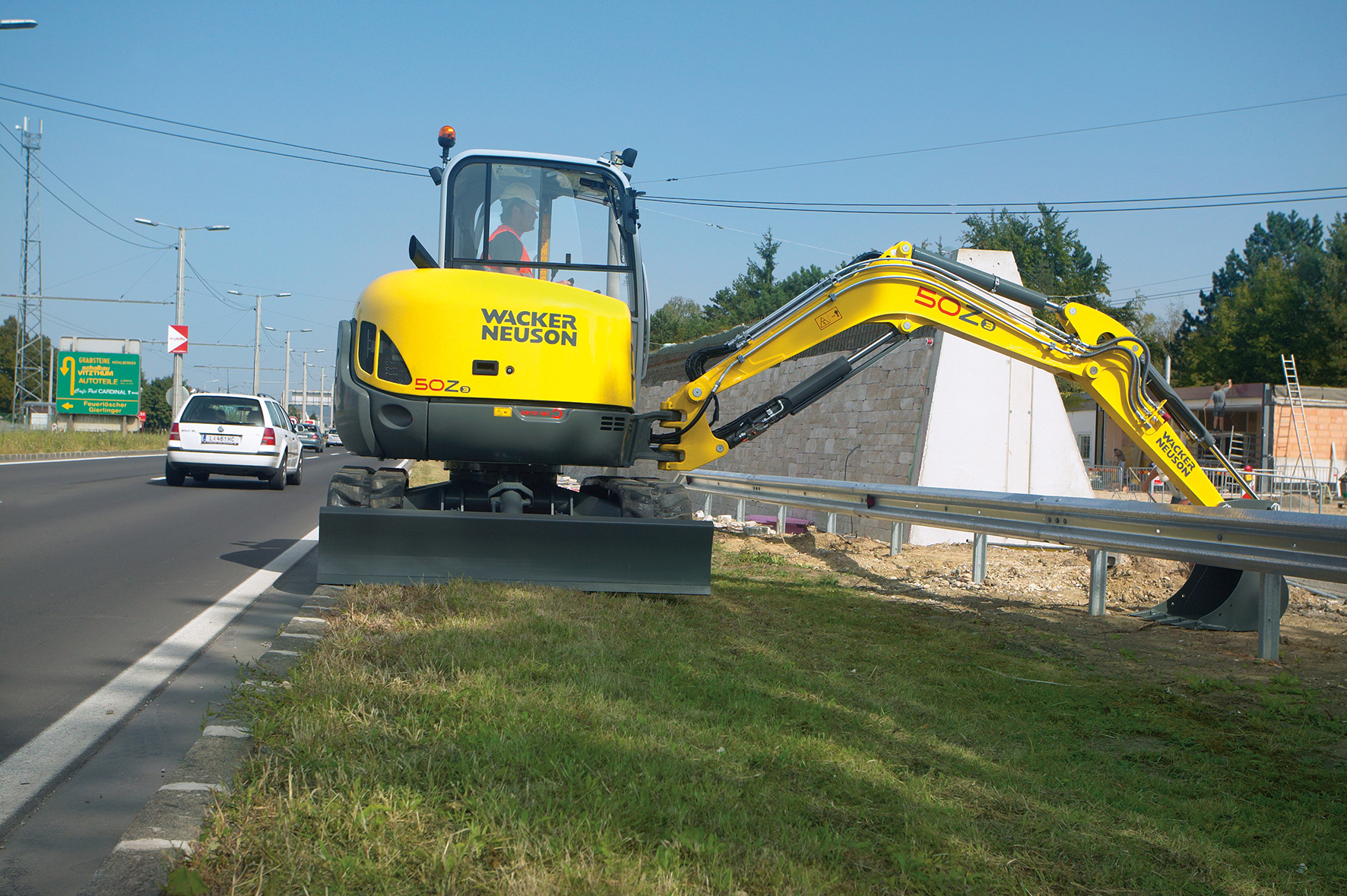
Pala excavadora 50Z3
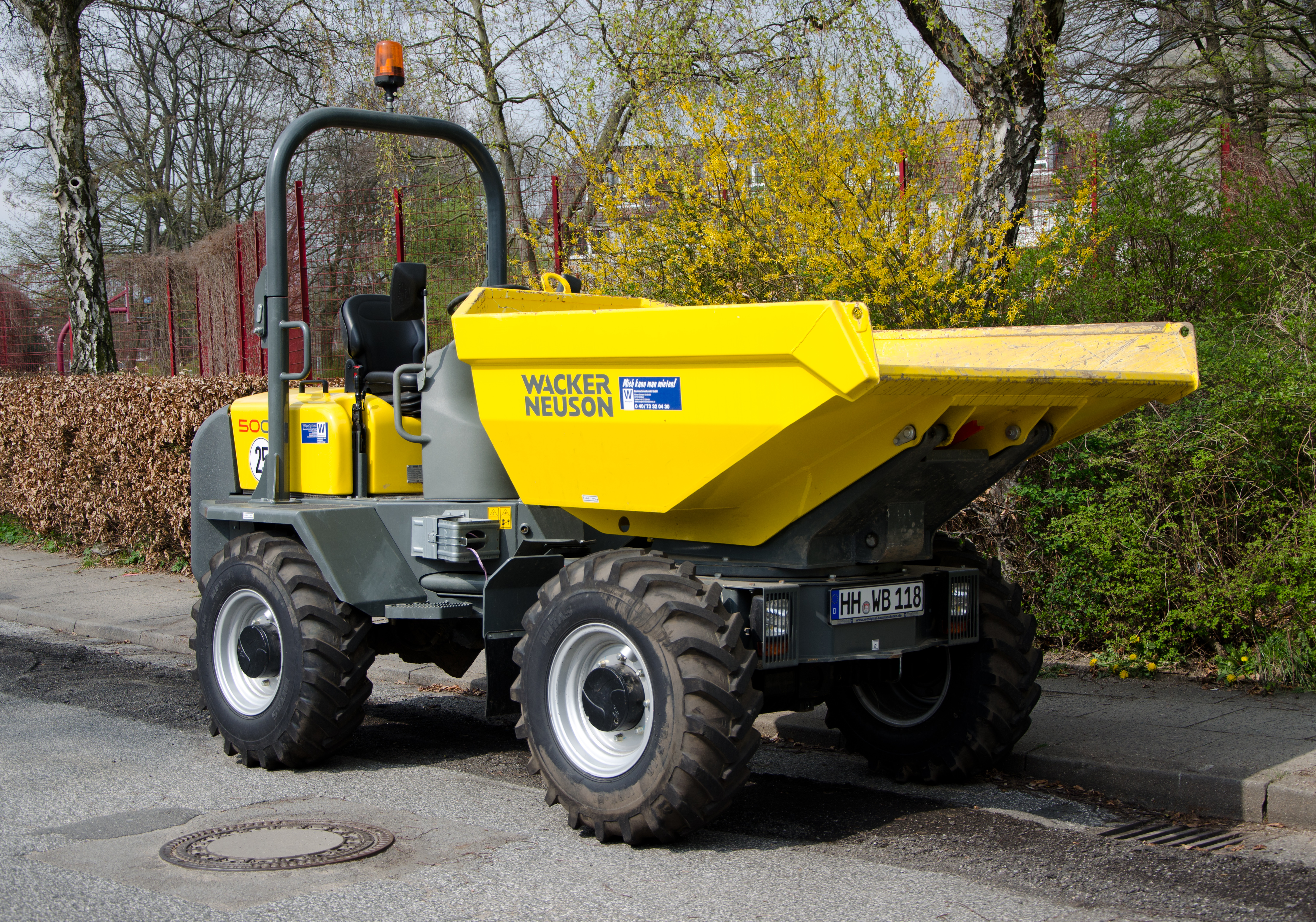
Dumper 5001s
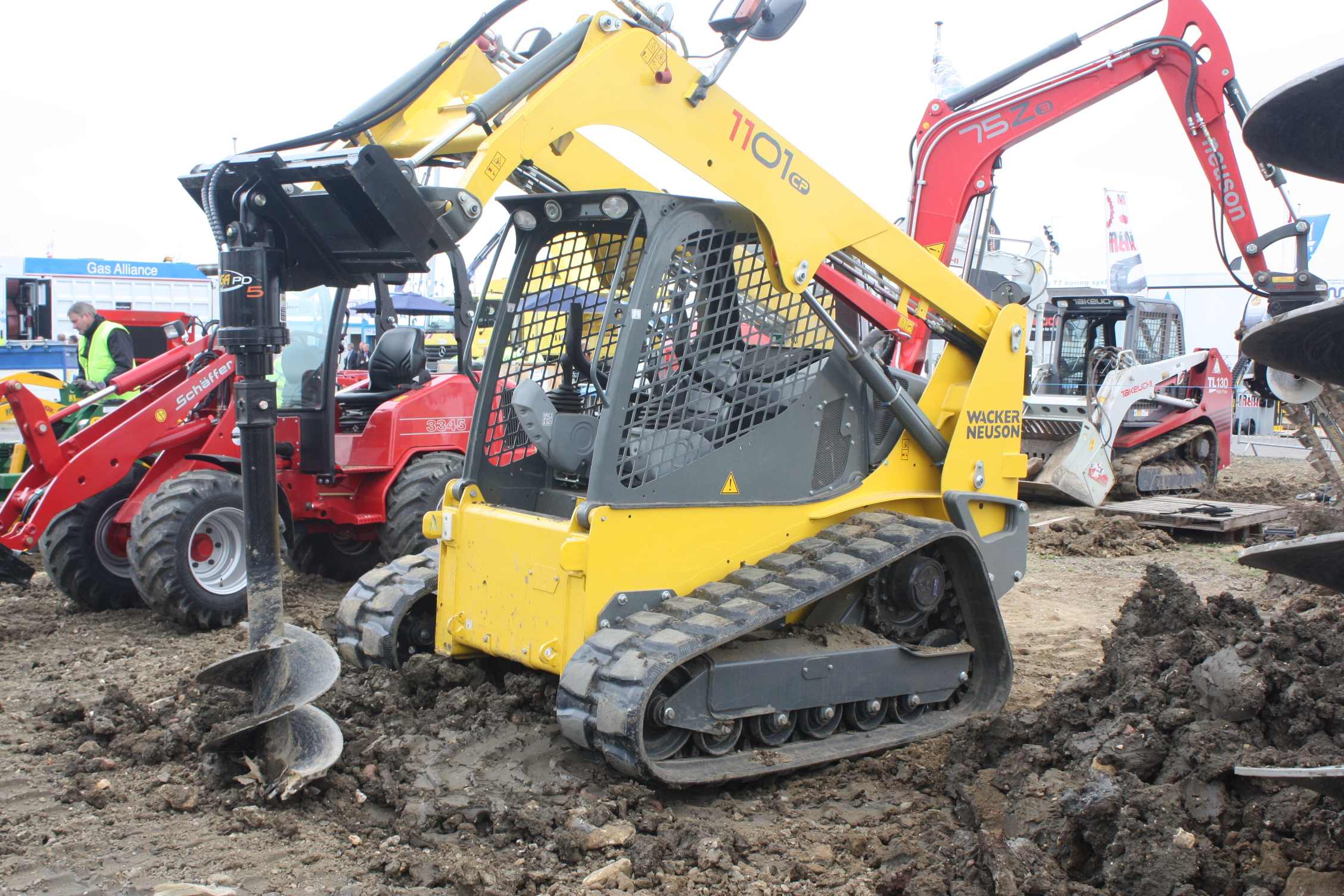
Cargadora compacta 1101CP

Selección de Wacker Neuson equipos para obras
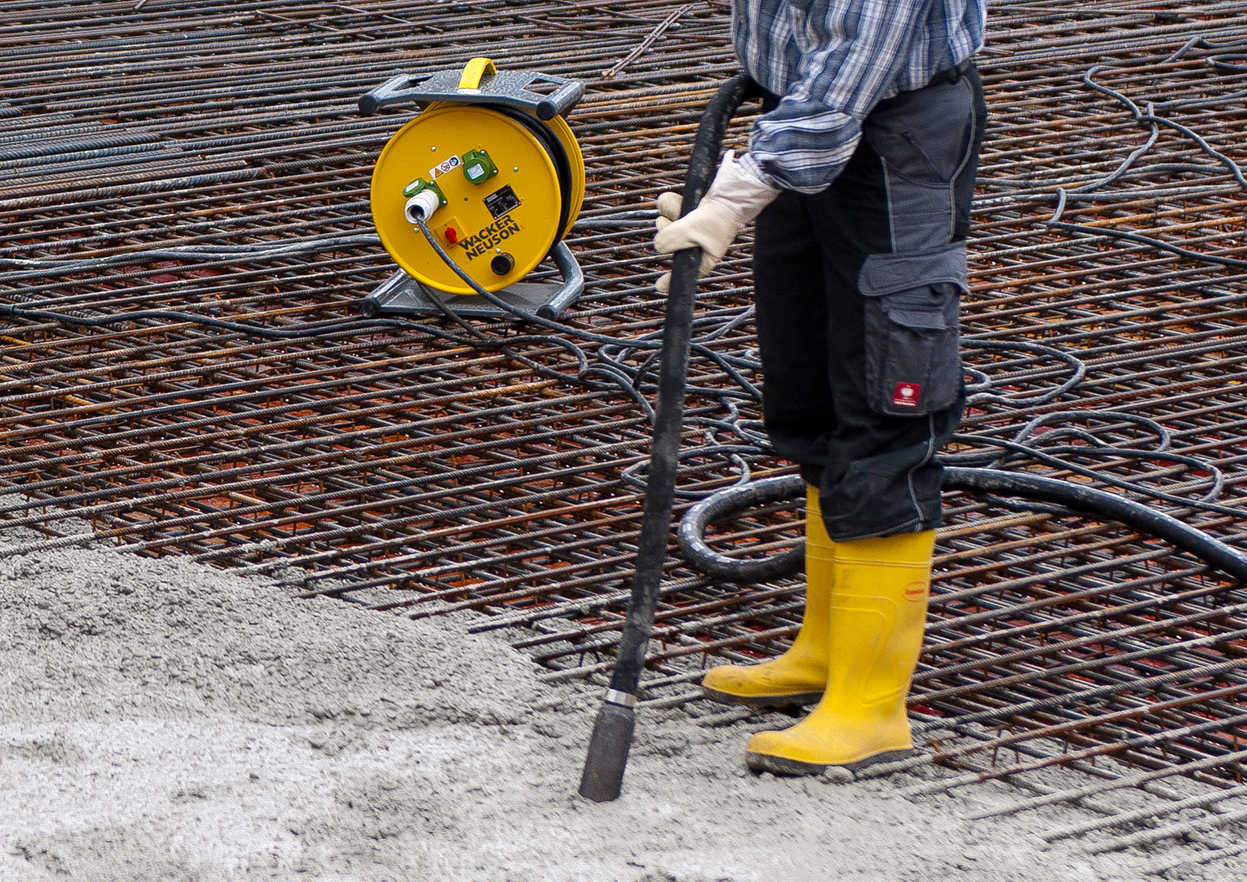
Vibradores internos IREN
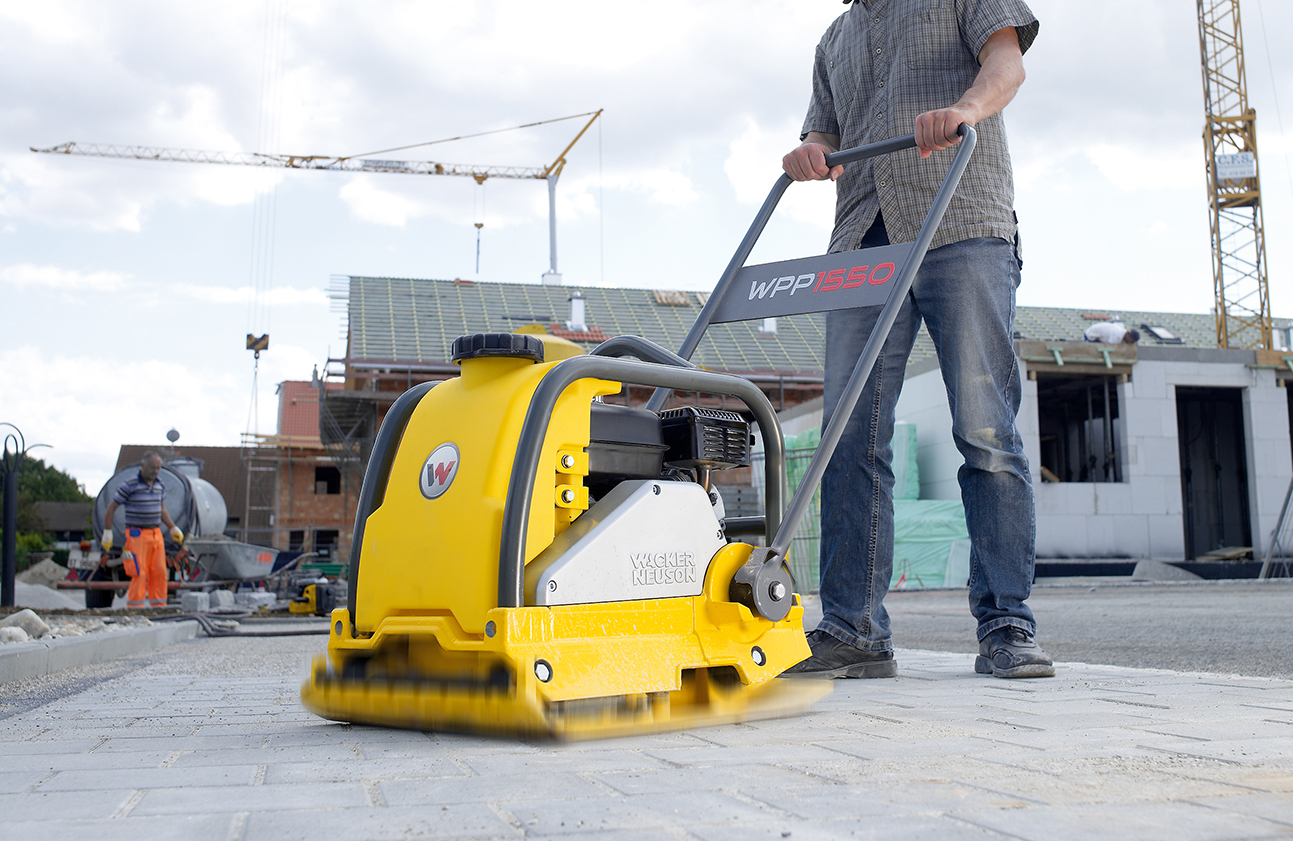
Planchas vibradoras WPP1550
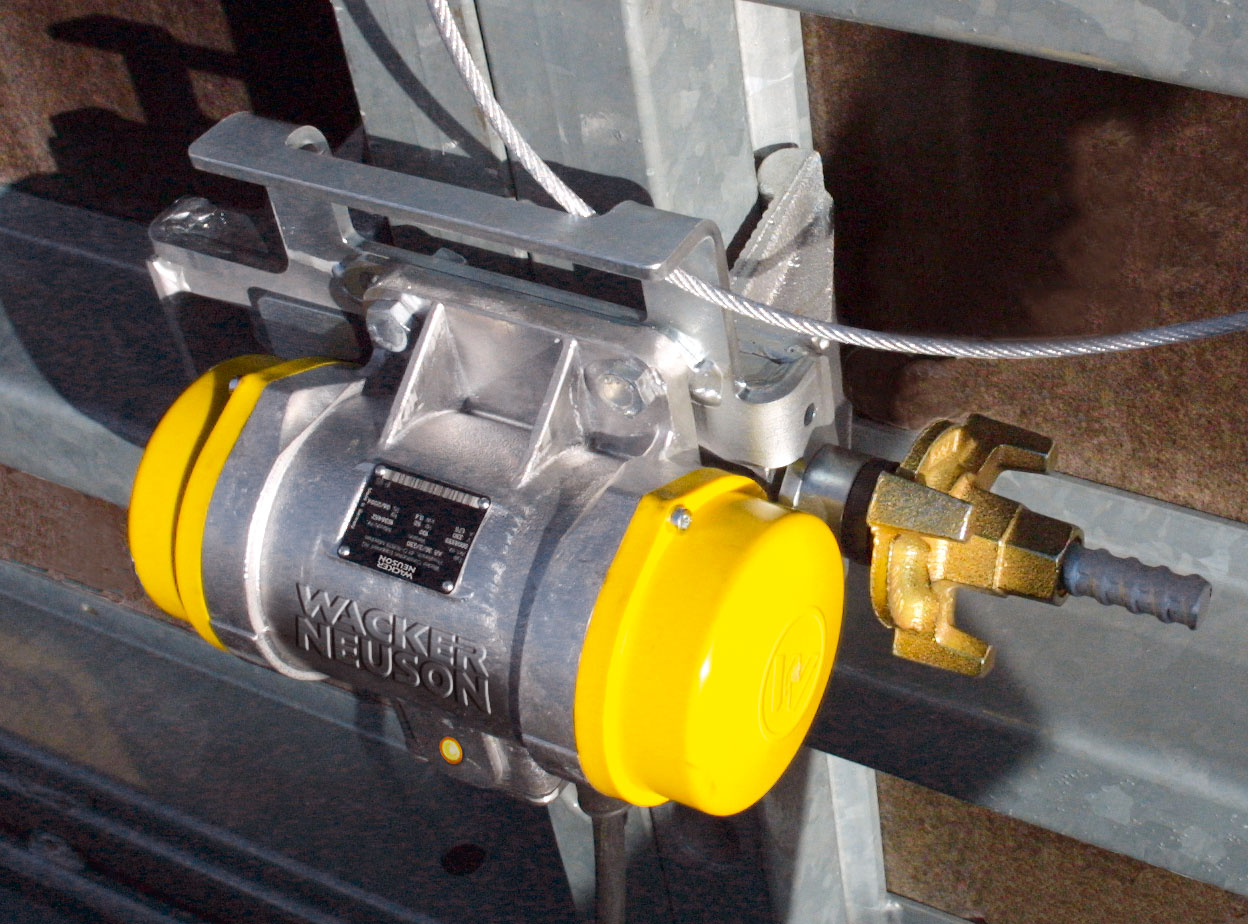
Vibradores externos
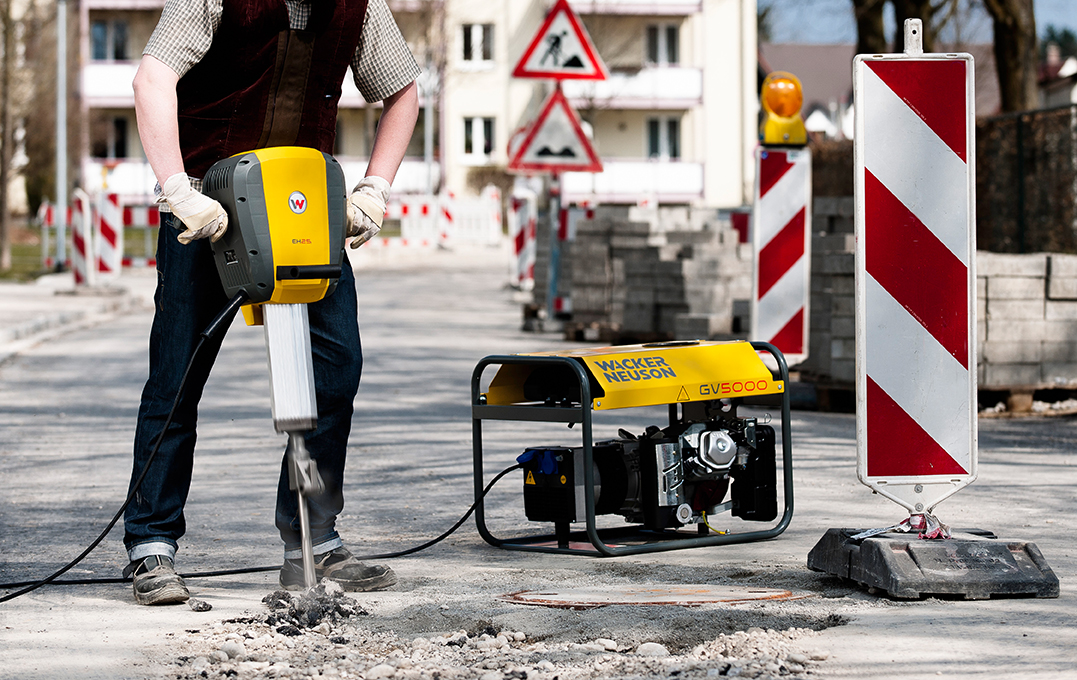
Rompedor y generador